# José Oiticica

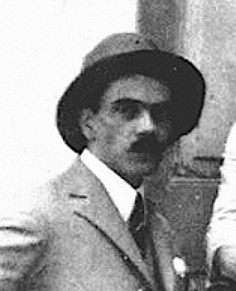
José Rodrigues Leite e Oiticica

José Rodrigues Leite e Oiticica (* 22. Juli 1882 in Oliveira, Minas Gerais; † 30. Juni 1957 in Rio de Janeiro) war ein brasilianischer Dichter, Anarchist, Romanist und Lusitanist.

## Leben und Werk
Oiticica, Sohn eines Senators, brach ein Studium der Rechtswissenschaft und Medizin ab und wandte sich der Romanischen Philologie zu. 1911 publizierte er seinen ersten Gedichtband. Ab 1914 lehrte er Prosodie an der Schauspielschule von Rio de Janeiro, ab 1917 war er (nach der Publikation von Studien zur Phonologie) Professor am Colégio Pedro II.
1918 nahm er am Anarchistenaufstand des 18. November teil, wurde festgenommen und auf die Gefängnisinsel Rasa verbannt. Auf Intervention von intellektuellen Freunden und Gönnern kam er 1919 frei, doch führten weitere anarchistische Aktivitäten wieder zu seiner Festnahme und (von 1924 bis 1929) zur Verbannung auf die Insel Ilha das Flores.
1929 ging er als Professor für Portugiesisch an die Universität Hamburg, laut Vertrag für fünf Jahre, doch wurde er 1930 nach Brasilien zurückgerufen. Er lehrte 1935 Griechisch an der neu gegründeten Universidade do Distrito Federal (heute: Universidade do Estado do Rio de Janeiro). 
Oiticica war ab 1944 Gründungsmitglied der Academia Brasileira de Filologia (Cadeira 27). In Salvador trägt eine Schule seinen Namen.

## Werke

### Dichtung
- Sonetos. 1ª série, Rio de Janeiro 1911
- Ode ao Sol, Rio de Janeiro 1915
- Sonetos. 2ª série, Maceió 1919
- Azalan!, Rio de Janeiro 1924 (Theaterstück)

### Politik
- A doutrina anarquista ao alcance de todos, Rio de Janeiro 1945, 1976 (“Anarchismus, gemeinverständlich dargestellt”; geschrieben 1925 auf der Ilha das Flores)

### Sprach- und Literaturwissenschaft
- Estudos de fonologia, Rio de Janeiro 1916
- Manual de Análise (léxica e sintática), Rio de Janeiro 1919 (zahlreiche Auflagen)
- (Übersetzer) La Rochefoucauld, Vauvenargues u. a., Reflexões, sentenças e máximas morais, Rio de Janeiro 1923
- Manual de estilo, Rio de Janeiro 1923 (mehrere Auflagen)
- Do Método de Estudos das Línguas Sul-Americanos, in: Boletim do Museu Nacional 9, 1933, S. 41–81
- A teoria da correlação, Rio de Janeiro 1952, 1962 (betrifft die Syntax)
- Roteiros de fonética fisiológica, técnica do verso e dicção, Rio de Janeiro 1955
- Curso de Literatura, hrsg. von Roberto das Neves, Rio de Janeiro 1960;
- Açâo direta. Meio século de pregaçâo libertaria, hrsg. von Roberto das Neves, Rio de Janeiro 1970 (postume Sammelschrift)